# Geomorfología fluvial

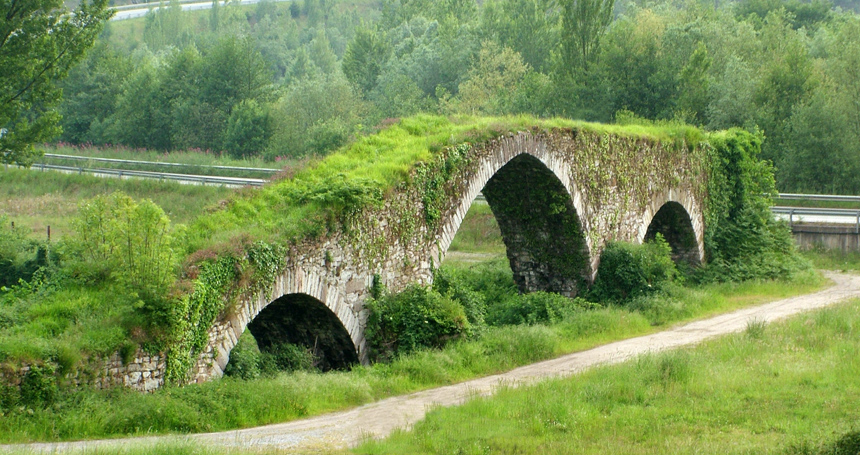
El puente de Olloniego, en Asturias, posiblemente trazado en el para salvar el paso del río Nalón, y que en 1676 alteró su curso dejando sobre cauce seco esta construcción.

La geomorfología fluvial es la rama especializada de la geomorfología que se encarga del estudio de los accidentes geográficos, formas y relieves ocasionados por la acción de los ríos sobre la superficie terrestre. Este subcampo suele traslaparse con el campo de la hidrografía.
Estudia la estructura y forma de los ríos, incluyendo la configuración transversal y longitudinal del cauce, la geometría de las secciones transversales y la forma del fondo, analizando los procesos dinámicos que llevan a la transformación a lo largo del tiempo de los principales parámetros característicos de los cursos de agua.
En sentido general, la geomorfología fluvial puede dividirse en dos ramas: una que estudia los patrones en que pueden caracterizarse los distintos sistemas fluviales, lo que podríamos llamar morfología fluvial (de morphos: forma) y otra que estudia los distintos procesos dinámicos que modifican con el tiempo dichos patrones y que se llama dinámica fluvial.

## Patrones de drenaje
Se llama patrón de drenaje a la configuración que presentan en un plano los drenajes naturales de una cuenca hidrográfica o parte de ella.
Esta configuración depende, en parte, de la naturaleza de las rocas (geología) y del historial de las corrientes.
Casi todas las corrientes siguen una especie de ramificaciones, hacia el sentido en que reciben sus tributarios; estos tributarios tienen, a su vez, otros más pequeños; pero la forma en que se desarrolla la ramificación varía sensiblemente y es lo que define el patrón de drenaje.
Los patrones de drenaje más comunes son los siguientes, aunque pueden existir variaciones entre ellos:
- Dendrítico. Es el conjunto de corrientes que semejan las ramificaciones de un árbol frondoso. Un patrón dendrítico se desarrolla cuando las rocas presentan una resistencia a la erosión uniforme y no ejercen control sobre la dirección de crecimiento del valle. Esta situación se crea al tratarse de rocas sedimentarias prácticamente horizontales o de rocas ígneas o metamórficas macizas. Las corrientes pueden cortar con igual facilidad en un lugar o en otro; el patrón dendrítico es, en cierto sentido, el resultado de la orientación al azar de las corrientes.
- Radial. Las corrientes radian hacia fuera en todas direcciones desde una zona central elevada. Es probable que este patrón se desarrolle sobre los flancos de un volcán, donde las corrientes y sus valles radian hacia fuera y hacia abajo, desde distintos puntos alrededor del cono.
- Rectangular. Este drenaje se forma cuando la roca subyacente está cruzada por fracturas casi perpendiculares entre sí, que forman zonas de debilidad vulnerables a la erosión. Entonces la corriente principal y sus tributarios siguen cursos caracterizados por curvas casi en ángulo recto.
- Patrón en enrejado. Esta forma de drenaje, como la rectangular, se debe a la presencia en el subsuelo, de rocas que difieren en su resistencia a la erosión. Generalmente, aunque no siempre, el drenaje en enrejado indica que en la región subyacen bandas alternadas de roca resistente y de roca no resistente.
- Paralelo. Generalmente se forman en pendientes moderadas a fuertes. También se presenta en llanuras o cuencas sedimentarias de escasa pendiente, con ríos relativamente caudalosos donde los márgenes de cada río suelen elevar su nivel por sedimentación de las riberas. Presentan una fuerte asimetría fluvial en el cauce, lo que da origen a numeroso patrones y procesos como cambio de curso, capturas laterales, ríos decapitados o residuales, meandros y otros fenómenos largamente estudiados. Los ríos Yazoo constituyen un ejemplo de ríos con drenaje paralelo.
- Anular. Las corrientes forman anillos alrededor de un sitio que puede ser alto o bajo. Se puede dar en estructuras dómicas y cuencas.
- Multi-charcas. Se forman en depósitos superficiales acolinados, en lechos rocosos pulidos o barridos diferencialmente, en áreas de movimientos en masa o de vulcanismo reciente, en terrenos de calizas, y suelos glaciares.
- Contorneado. Se presentan principalmente en rocas metamórficas formadas en capas gruesas y contorneadas o plegadas. Algunas de las desviaciones de las corrientes se deben a la presencia de diques y venas de origen magmático (entre las rocas metamórficas) que representan zonas resistentes a la erosión.
- Enrejado. Se presentan en rocas inclinadas o plegadas de tipo sedimentario, volcánico o sedimentario de bajo grado, con diferente grado de meteorización; También en áreas de fracturas paralelas. Es el tipo de drenaje en el que pequeños tributarios, casi todos del mismo tamaño, vienen de lados opuestos de un valle largo a una corriente central.

## Formas del lecho
Las formas del lecho de cauces aluviales se definen como todas las irregularidades más grandes que el tamaño mayor de las partículas que lo conforman y ofrecen una mayor resistencia al flujo que caracteriza estos canales.
La forma del cauce depende principalmente del material que compone el lecho, la intensidad de los procesos erosivos y está ligada a la frecuencia de las crecientes. También se debe al balance entre la fuerza del agua y la resistencia del lecho y de los materiales de las bancas.
El número de Froude del flujo define la configuración del lecho. Incrementando el número de Froude el lecho irá cambiando de un lecho plano sin transporte a otras configuraciones. Las formas de lecho se clasifican, para cauces aluviales, según experiencias de laboratorio así:
- Lecho plano y sin transporte. La resistencia al flujo, anterior al inicio del movimiento de sedimentos, es equivalente a la situación de un cauce en lecho fijo. Se puede decir que, generalmente en el período de aguas bajas, en estiaje, no hay movimiento de los sedimentos del fondo.

La resistencia al flujo depende básicamente de la rugosidad del lecho.
Los valores del coeficiente n de Manning varían entre 0.012 y 0.014 dependiendo del tamaño de la arena.
Después de que se inicia el movimiento, un lecho plano puede presentar rizos para arenas menores que 0.5 mm o dunas para arenas de tamaños mayores.
- Rizos. Los rizos son ondulaciones triangulares con una pendiente suave en la cara de aguas arriba y la pendiente natural del material en la cara de aguas abajo. La longitud varía entre 12 y 60 cm. Su altura varía entre 0.6 cm y 6 cm. Su distribución en el lecho es irregular.

El coeficiente n de Manning varía entre 0.018 y 0.030.
Se forman si el tamaño del sedimento es menor que 0.5 mm. Las partículas se transportan principalmente en el fondo del lecho. Cuando el material consiste de arena muy fina y las velocidades del flujo son bajas, los rizos se conservan y no se vuelve a condición de lecho plano. Los rizos causan mínima alteración en la superficie del agua.
- Lecho plano con transporte. Si el número de Froude sigue aumentando, las dunas tienden a desaparecer y condiciones de lecho plano se pueden volver a presentar, provocando una disminución en la rugosidad del lecho.

En este caso, el coeficiente de rugosidad de Manning varía entre 0.010 y 0.013.
Un lecho con dunas puede cambiar directamente a uno con ondas estacionarias sin necesariamente implicar la formación de lecho plano.
- Ondas estacionarias. El lecho adopta aproximadamente una forma sinuosoidal. Aunque las partículas se muevan aguas abajo, las ondulaciones pueden permanecer en el sitio o también pueden moverse.

Las ondas estacionarias mantienen su forma durante algún tiempo.
El coeficiente de rugosidad de Manning varia entre 0.011 y 0.016.
- Dunas. Las dunas son ondulaciones mayores que los rizos con pendiente más suave aguas arriba y ángulo de reposo aguas abajo.

La longitud de las dunas varía entre 0.6 m y varios metros.
Se presentan cuando el esfuerzo cortante aumenta para causar movimiento de partículas pero con números de Froude menores que 1.
La distribución de las dunas en el lecho y su altura son bastante irregulares.
El coeficiente de rugosidad de Manning varía entre 0.018 y 0.040.
Las dunas tienden a desaparecer para velocidades altas formando un lecho plano o pueden presentar rizos sobre ellas. Si el diámetro del material es mayor que 0.5 mm, rizos no se pueden formar, pero sí se da lugar a lecho plano con o sin transporte de sedimentos. Vórtices intermitentes con eje vertical se forman en la cara aguas abajo de las dunas y remueven grandes cantidades de arena del lecho, que son posteriormente transportadas en suspensión. Cuando la velocidad baja, las partículas caen nuevamente al fondo lo que puede tomar entre 20 y 60 segundos. Este proceso es conocido como saltación.
- Antidunas. Al igual que las ondas estacionarias, las antidunas adoptan aproximadamente una forma de tren de ondas en el lecho del cauce que se manifiesta también en la superficie del agua. Aunque las partículas se muevan aguas abajo, las ondulaciones pueden permanecer en el sitio o también pueden moverse.

Las antidunas siguen un proceso de formación cíclico que demora de 0.5 a 2 minutos. Ellas crecen al moverse aguas arriba, luego se destruyen y después son lavadas por el flujo para empezar otra vez el ciclo.
El coeficiente de rugosidad de Manning varía entre 0.012 y 0.020.

## Clasificación de los ríos

### Clasificación según período de actividad

#### Perennes
Estos ríos están formados por cursos de agua localizados en regiones de lluvias abundantes, con escasas fluctuaciones a lo largo del año. Sin embargo, incluso en las áreas donde llueve muy poco pueden existir ríos con caudal permanente si existe una alimentación freática (es decir, de aguas subterráneas) suficiente; y también en algunos casos de los ríos alóctonos. La mayoría de los ríos pueden experimentar cambios estacionales y diarios en su caudal, debido a las fluctuaciones de las características de la cobertura vegetal, de las precipitaciones y de otras variaciones del tiempo atmosférico como la nubosidad, insolación, evaporación o más bien, evapotranspiración, etc.

#### Estacionales
Estos ríos y ramblas son de zonas con clima tipo mediterráneo, en donde hay estaciones muy diferenciadas, con inviernos húmedos y veranos secos o viceversa.
Suelen darse más en zonas de montaña que en las zonas de llanura.

#### Transitorios
Son los ríos de zonas con clima desértico o seco, de caudal que a veces, en los cuales se puede estar sin precipitaciones durante años. Esto es debido a la poca frecuencia de las tormentas en zonas de clima de desierto. Pero cuando existen descargas de tormenta, que muchas veces son torrenciales, los ríos surgen rápidamente y a gran velocidad. Reciben el nombre de wadis o uadis, a los cauces casi siempre secos de las zonas desérticas, que pueden llegar a tener crecidas violentas y muy breves.

#### Alóctonos
Son ríos, generalmente de zonas áridas, cuyas aguas proceden de otras regiones más lluviosas. El Nilo en Egipto siempre se ha tomado como ejemplo de este tipo de ríos. También el Okavango, otro río africano que termina en un amplio delta interior en una cuenca endorreica de clima relativamente seco.

### Clasificación según geomorfología
Según la geometría en planta que adopta la corriente, se pueden clasificar los ríos en tres tipos básicos: rectilíneo, meándrico, y anastomosado (braided en inglés). Los parámetros utilizados para esta clasificación son la sinuosidad y multiplicidad. Esta última depende del número de barras que divide la corriente en varios brazos.

#### Rectilíneo
Estas corrientes se caracterizan por una sinuosidad baja (menor a 1,5) y multiplicidad 1, es decir, un único canal. Son muy inestables, tendiendo a evolucionar a otros tipos de río, salvo cuando corren siguiendo una falla geológica. Tienen caudal de alta energía y gran capacidad erosiva.
Algunos autores distinguen los cauces entre rectilineos (sinuosidad menor a 1.2) y sinuosos (sinuosidad comprendida entre 1.2 y 1. 5).

#### Meándrico
Este tipo de río tiene baja y alta (mayor a 1,5) y canal único. Su característica principal es la unidad geométrica llamada meandro, curva completa sobre el canal, compuesta por dos arcos sucesivos. En contraste con los dos tipos anteriores, las corrientes fluviales meandriformes combinan un carácter erosivo (generalmente, en la parte cóncava de la curva o meandro) y sedimentario (en la orilla convexa). Estas diferencias se deben, como es obvio, a la distinta velocidad de las aguas en las dos orillas.
Los cauces con meandros pueden a su vez clasificarse como:
- Con curvas superficiales; y,
- Con curvas en trinchera o encajadas.

Los primeros cambian su curso en el transcurso del tiempo, mientras que los segundos permanecen fijos ya que generalmente son excavados en materiales resistentes.
Por otro lado, los meandros, según su movimiento hacia aguas abajo, y si los cortes ocurren en una misma zona, pueden clasificarse en estables o muy inestables. El caso representado en la imagen del río Nalón es muy interesante porque representa una variante inestable de los meandros encajados. Como se ha dicho, la fuerza erosiva del río se desplaza hacia el lado cóncavo del cauce, pero también se desplazan hacia dicho lado los sedimentos de mayor consistencia arrastrados por las aguas durante las crecidas. Ello puede verse en dicha imagen porque el río Nalón se desvió hacia su margen derecho, donde se encuentra ahora. Dicho en otros términos: el meandro del río formaba una curva convexa hacia la izquierda donde las aguas eran frenadas por la mayor longitud del cauce hacia ese lado (al aumentar la distancia disminuye la velocidad) pero esa disminución de velocidad ocasionaba una disminución proporcional de su capacidad de transporte (lo que en la dinámica fluvial se denomina competencia de un río) con lo cual se depositaban los sedimentos en el fondo del cauce, como puede verse justo debajo del puente. Así el río se desplazó hacia su orilla derecha por su mayor velocidad hacia ese lado y ahora se encuentra en la zona boscosa visible en la fotografía, no sin antes haber destruido el puente con su fuerza erosiva.

#### Anastomosado

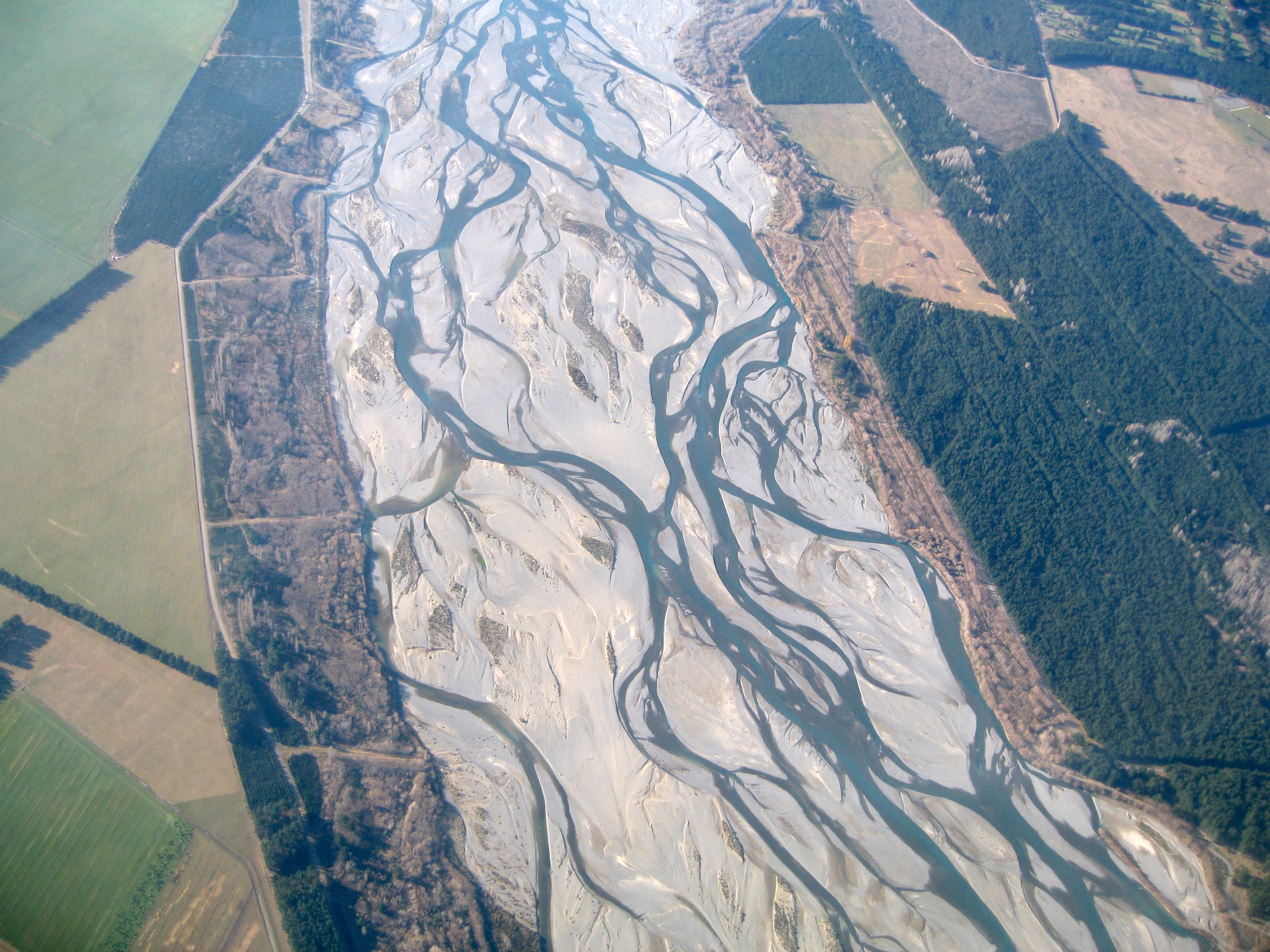
El río Waimakariri en la Isla del sur de Nueva Zelanda, un buen ejemplo de río anastomosado.

Estas corrientes, también llamadas trenzadas, presentan canales múltiples, divididos dentro del propio cauce. Tienen gran capacidad de transporte y sedimentación. Tienen menor energía que las corrientes rectilíneas, por lo que, al encontrarse con obstáculos (relieve, heterogeneidad en la sedimentación en el cauce...) no los pueden eliminar de su trayectoria y tienden a modificarla, adecuándose a ellos. La principal responsable de la división del cauce en los canales anastomosados es la deposición en el fondo de sedimentos de granulometría heterogénea durante la época de aguas bajas. 
A medida que se van estabilizando las islas de sedimentos,  puede desarrollarse en ellas vegetación, pionera primero y más estable después, aprovechando la dotación de agua que proporciona el propio río.
A veces estos ríos pueden contener corrientes con gran capacidad de división. En las crecidas, el agua cubre todos los cauces, y gran cantidad de sedimentos se depositan rellenando los cauces antiguos. Por ello en la siguiente época de estiaje se forman nuevos cauces entrelazados. Una de las características de los ríos trenzados es que estos están sujetos a un proceso de sedimentación.

#### Con islas
Son los cauces que presentan islas en su interior, las cuales pueden generarse de varias formas diferentes, se mencionan algunos: (i) Por acumulación de materiales sedimentados en el lecho del río. Si la distancia temporal entre dos avenidas consecutivas es suficientemente grande para permitir el crecimiento de la vegetación que consolide el banco de material sedimentado, la isla puede transformarse en permanente; (ii) por la erosión de suelos blandos en proximidad del cauce inicial, proceso que se va dando en el período de vaciado de una llanura aluvial inundada, pueden producirse puntos de erosión concentrados que acaban formando un nuevo cauce.

#### En estuarios
Es el tramo final de un río, cuando desemboca en el océano, estando fuertemente influenciado por las mareas y contiene estratos o mezclas de aguas saladas y dulces. Un estuario esta condicionado por la diaria sucesión de las mareas: cuando la marea sube avanza sobre el caudal de un río y represa una considerable cantidad de agua. Pero al bajar la marea, tanto el agua que entró en el río como el agua dulce del propio río, salen con gran fuerza hacia el mar ocasionando una limpieza y una ampliación del cauce por el aumento de su poder erosivo debido al incremento en altura del caudal y al consiguiente aumento de su velocidad. Un estuario puede llegar a tener una anchura muy grande como sucede, por ejemplo en el estuario del río de la Plata (más de 200 km).

#### En pantanos o manglares
Los cauces de estos ríos, normalmente son muy amplios por no existir pendiente o ésta ser muy pequeña, además se presentan zonas muertas donde el agua corre a velocidades muy bajas. Los tirantes de agua son reducidos y se crean un ambiente favorable para el crecimiento de vegetación.

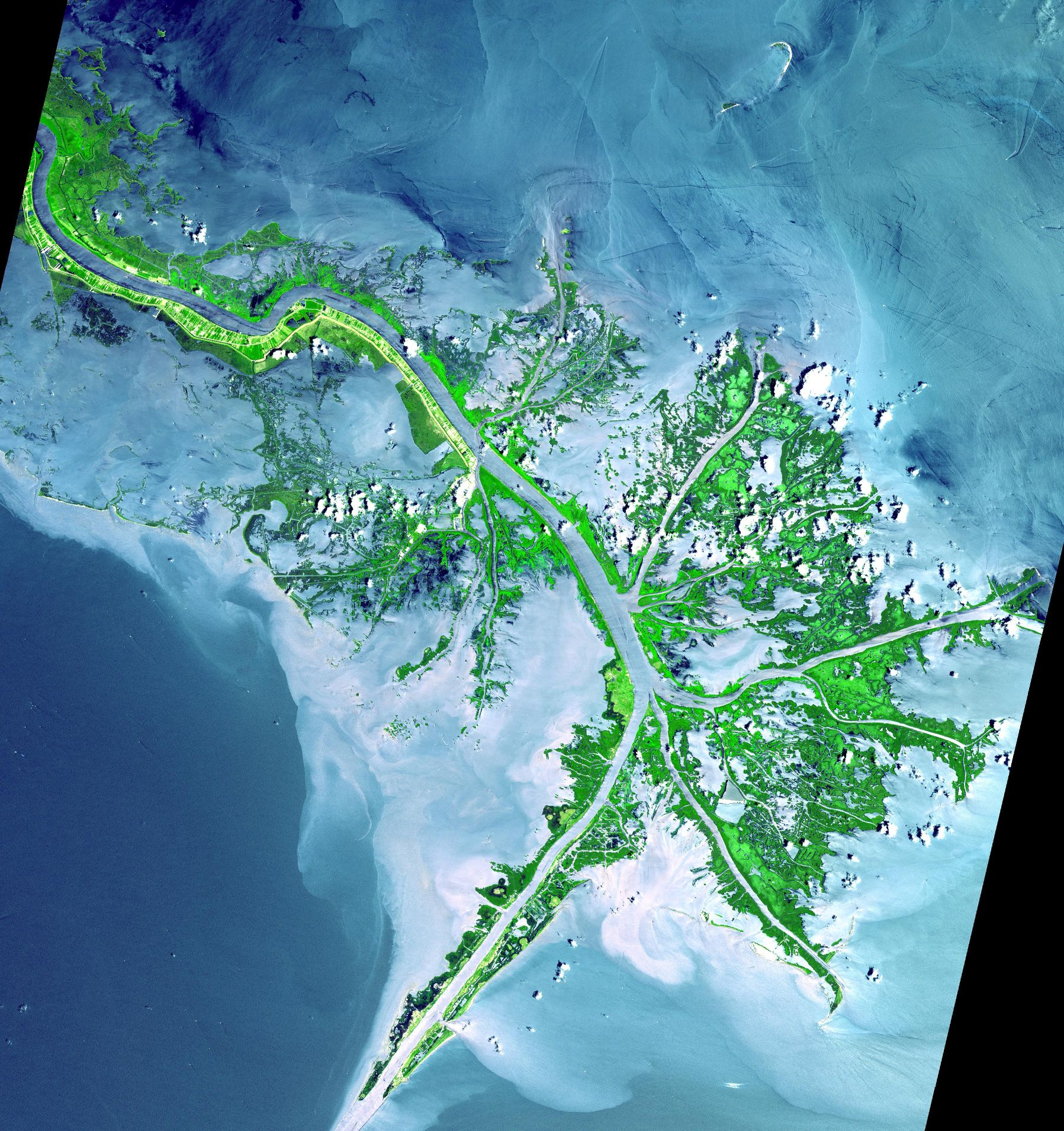
Delta del Misisipi visto desde el espacio.

#### En deltas
Pertenecen a este tipo de tramo, aquellos ríos que arrastran una gran cantidad de sedimentos y que desembocan en el mar, con mareas reducidas, o en otro río, o tramo del mismo río con pendiente mucho menor. El material depositado forma inicialmente flechas paralelas al flujo que delimitan las márgenes del cauce en el receptor. Posteriormente, el material que se sigue depositando eleva el nivel del fondo y acumula material en las flechas. La acción del oleaje incrementan el ancho de las flechas. Por otra parte al ocurrir grandes avenidas o tormentas, las flechas se rompen en algún sitio por donde encuentra salida una parte del flujo, y el proceso descripto se repite en ese nuevo cauce. Este proceso produce un abanico de sedimentación cuya forma se asemeja a la letra griega "delta" {\displaystyle \Delta }, de donde viene su nombre.

### Clasificación según su edad
- Ríos jóvenes. Se encuentran en los cauces de montaña, tienen pendientes altas y sección transversal tipo {\displaystyle V}. Son muy irregulares y están, generalmente, en procesos de degradación.[2]

- Ríos maduros. Los ríos maduros se presentan en valles amplios, tienen pendientes relativamente escasas. La erosión de las márgenes ha reemplazado a la erosión del fondo.

- Ríos viejos. Los ríos viejos se encuentran en valles amplios y planicies cuyo ancho es 15 a 20 veces mayor que el ancho de los meandros, y, las pendientes son muy reducidas.

### Clasificación según su condición de estabilidad
- Estática. Un cauce tiene estabilidad estática, cuando la corriente es capaz de arrastrar sedimentos, pero no puede mover o arrastrar las partículas o los elementos de las orillas. Pertenecen a este tipo son los tramos de ríos en que las márgenes son rocosos o tienen una cohesión muy alta.[2]

- Dinámica. Un cauce tiene estabilidad dinámica cuando las variaciones de la corriente, los materiales de la plantilla y de las orillas, y los sedimentos transportados han formado una pendiente y una sección que no cambian apreciablemente en el tiempo. En estas condiciones, el río sufre desplazamientos laterales continuos en las curvas, con erosiones en las márgenes exteriores y depósito de sedimento en las interiores. Todos los caudales, antes de producirse un desbordamiento, escurren por un único cauce que no tiene islas o bifurcaciones.

- Inestabilidad dinámica. El río escurre por un solo cauce, como en el caso anterior, pero se presenta cuando el desplazamiento lateral de los meandros es muy intenso y por lo tanto, el corte natural de estos es frecuente. Por una parte el río trata de alcanzar su pendiente de equilibrio al desarrollar sus meandros y por otra estos se estrangulan rápidamente y se cortan. A causa de lo señalado el tramo de río no alcanza a estabilizar su pendiente.

- Morfológica. Este grado de estabilidad es el concepto más amplio; es decir, en cualquier cauce natural, la pendiente de un tramo cualquiera, el ancho y el tirante de su sección transversal, así como el número de brazos en el que se divida el cauce, depende n del gasto líquido que ocurre anualmente y de su distribución, de las características físicas de los materiales que forman el fondo y orillas, y de la calidad y cantidad del sedimento que es transportado; este llega al tramo, tanto procedente de aguas arriba como de aportaciones laterales. En otras palabras, cualquier corriente natural no alterada por factores humanos tiene estabilidad morfológica, por ello un cauce que en forma natural tiene estabilidad estática o dinámica, también la tiene morfológica.

### Clasificación por tramos
Lojtin ha propuesto la siguiente clasificación, por tramos, de un río:
| Tipo de cauce               | {\displaystyle D/S_{o}} | {\displaystyle F_{r}} |
| --------------------------- | ----------------------- | --------------------- |
| Alta Montaña                | >10                     | >1                    |
| Montaña                     | >7                      | 0.7 a 1.0             |
| Falda de montaña            | >6                      | 0.45 a 0.7            |
| Intermedio                  | >5                      | 0.2 a 0.45            |
| Planicie río caudaloso      | >2                      | 0.7 a 1.0             |
| Planicie río poco caudaloso | >1                      | 0.44 a 0.55           |

Donde: {\displaystyle D=} diámetro medio de las partículas de fondo, en metros; {\displaystyle S_{o}=} pendiente del tramo, en m/m; y, {\displaystyle F_{r}=} Número de Froude, expresado como {\displaystyle F_{r}={\frac {U}{\sqrt {g*d}}}}, {\displaystyle U=} velocidad media del flujo; {\displaystyle d=} tirante medio de agua; {\displaystyle g=} aceleración de la gravedad

### Clasificación según su comportamiento
- Torrentes: son cursos de agua en zonas de montaña con pendiente longitudinal > 5%. El transporte sólido está compuesto principalmente por piedras, cantos rodados, grava y arena. Predomina el transporte de fondo, el material en suspensión, si existe no tiene las condiciones para depositarse. Estos cursos de agua tienen una respuesta rápida a las lluvias, las crecientes son violentas y de corta duración.
- Ríos torrenciales: suelen presentarse en las zonas de piedemonte, donde los torrentes depositan sus sedimentos, se suaviza la pendiente y comienzan a aparecer las características fluviales.
- Ríos: caudales importantes, variaciones lentas de caudal, pendiente longitudinal < 1%. Los lechos son de arena, limo y arcilla, predomina el transporte en suspensión. Las crecientes se forman lentamente y son de larga duración (días, meses).[1]

Otros autores, con relación a la pendiente longitudinal establecen:
- Torrenciales: S > 1.5 %
- Torrentes: S > 6 % en éstos se abandona la premisa de que el flujo tiene una fase líquida y otra sólida, ya que la cantidad de sólidos transportados es tal que el comportamiento del flujo es no newtoniano.[3]

### Clasificación según grados de libertad
- Un grado de libertad. Se dice de un curso de agua en el cual, al variar el caudal, solo varía el tirante de agua. Cuando se tiene un grado de libertad la sección transversal es estable. Un ejemplo de este tipo de curso de agua enclavado en un suelo duro, eventualmente roca, o en un trecho revestido.

- Dos grados de libertad. Cuando solo puede variar el tirante y la pendiente, se dice que el cauce tiene dos grados de libertad. Se pueden encontrar cursos de agua de este tipo cuando las márgenes son muy resistentes pero el fondo no.

- Tres grados de libertad. Si además del tirante y la pendiente con el cambio del caudal también pueden cambiar las márgenes, es decir el ancho del cauce, tendremos un cauce con tres grados de libertad.[2]

- Cuatro grados de libertad. Para algunos autores existe un cuarto grado de libertad. Este cuarto grado lo tienen los cauces con tres grados de libertad, cuando llegan a desarrollar meandros.[4]

### Clasificación por el material de las márgenes y del fondo
- Cohesivo. Son los cauces alojados predominantemente arcillosos.

- No cohesivo. Ocurre en los cauces alojados en materiales que no desarrollan cohesión, sino que está formado por partículas sueltas. Se clasifican a su vez, según el predominio del material grueso, en boleo y cantos rodados si Dm > 64 mm, o en grava y arena si 64> Dm >2 mm y en arenoso si 2 > Dm > 0.062 mm. Siendo Dm el diámetro medio de las partículas.

- Acorazados. Son los cauces donde debido a lo extendido de la granulometría (desviación estándar de los diámetros es mayor que 3 que se expresa como: {\displaystyle \delta _{g}} > 3), puede ocurrir el arrastre de las partículas más finas, lo que permite la formación de una capa protectora o coraza de material grueso en su superficie, la cual mantiene debajo de ella a toda la granulometría original, incluyendo los finos.

- Bien graduados o granulometría extendida. Es aquella en que la desviación estándar de los diámetros de las partículas es mayor a 3, ({\displaystyle \delta _{g}} > 3). Están en esta clasificación los sedimentos del fondo compuestos por una gran cantidad de tamaños.

- Mal graduados o de granulometría uniforme. Esto ocurre si {\displaystyle \delta _{g}} < 3. Cuando los tamaños de las partículas siguen una distribución log-normal o logarítmica, la desviación estándar geométrica {\displaystyle \delta _{g}} vale:[2]

{\displaystyle \delta _{g}={\frac {D_{84}}{D_{50}}}={\frac {D_{50}}{D_{16}}}=\left({\frac {D_{84}}{D_{16}}}\right)^{\frac {1}{2}}}
Específicamente referido a material del fondo, Rosgen, en 1994 propone la siguiente clasificación:
| Tipo de material | Nomenclatura propuesta | Tamaño {\displaystyle D_{50}} (mm) |
| ---------------- | ---------------------- | ---------------------------------- |
| Lecho rocoso     | 1                      | > 2,048                            |
| Piedras          | 2                      | 256 - 2,048                        |
| Cantos           | 3                      | 64 - 256                           |
| Gravas           | 4                      | 2 - 64                             |
| Arenas           | 5                      | 0.062 - 2                          |
| Limo/arcilla     | 6                      | < 0.062                            |

### Clasificación por condiciones de transporte
En términos generales se considera que los tramo de los ríos están sujetos a un proceso de erosión o sedimentación o están en equilibrio. Una clasificación importante de los ríos relacionada con estos aspectos, es la propuesta de Schumm, que está basada en la carga de sedimento, pues considera que dicho factor afecta significativamente la estabilidad del cauce, su forma y su sinuosidad. Establece tres tipos principales de cauces: estable, erosionable y depositante, y propone subclases dependiendo del modo de transporte del sedimento, ya sea en la capa de fondo, mixto o en suspensión.
Clasificación de cauces según Schumm
| Forma del transporte de sedimento                             | M % | Estable                             | Estabilidad del cauce Con depósito                                                                                      | Estabilidad del cauce Con erosión                                             |
| ------------------------------------------------------------- | --- | ----------------------------------- | --- | ----------------------------------------------------------------------------- |
| En suspensión del 85 al 100%                                  | 100 | F < 7 P > 2.1 S baja                | El principal depósito ocurre en las márgenes que origina el estrechamiento del cauce. El depósito en el fondo es menor. | Predomina la erosión del fondo. Poca ampliación de márgenes.                  |
| En suspensión del 65 % al 85 % y en el fondo del 15 % al 35 % | 30  | 7 < F > 25 1.5 < P > 2.1 S moderada | Es importante el depósito tanto en las márgenes como en el fondo.                                                       | Es importante la erosión en el fondo y la ampliación de las márgenes.         |
| De fondo del 35 % al 70%                                      | < 5 | F > 25 1 < P > 1.5 S alta           | Depósito en el fondo y formación de islas.                                                                              | La erosión del fondo es baja, pero la ampliación del cauce es muy importante. |

Donde:
{\displaystyle M=} Porcentaje de sedimentos transportados menores a 0.074 mm (apertura de malla 200).
{\displaystyle F={\frac {B}{d}}} siendo: {\displaystyle B=} Ancho de la superficie libre del curso de agua, y {\displaystyle d=} tirante medio de la corriente
{\displaystyle P=} Sinuosidad según la expresión {\displaystyle P={\frac {Long.thalweg}{Long.valle}}}
{\displaystyle S=} Pendiente longitudinal del fondo
{\displaystyle M_{L}=} Longitud de onda de los meandros
{\displaystyle Q_{m}=} Caudal medio anual en m³/s

### Clasificación según el grado de incisión del cauce
El grado de incisión de un canal puede ser medido con la relación de encajonamiento que relaciona el ancho en la  zona propensa a inundaciones (del inglés flood prone area) y el ancho de la sección a  banca llena.
- Relaciones de encajonamiento menores a 1.4 indican cauces muy incisados;
- Entre 1.4-2.2 moderadamente incisados; y,
- Mayores de 2.2 canales levemente encajonados en una llanura amplia, (Rosgen, 1994).

Para valores de la relación de encajonamiento cercanos a la unidad el canal estará más incisado, indicando que es menos probable el desbordamiento de flujo durante las crecidas, situación contraria para valores de las relaciones de encajonamiento altos.